# Japansk skenkamelia
Japansk skenkamelia, Stewartia pseudocamellia är en tvåhjärtbladig växtart som beskrevs av Carl Maximowicz. Stewartia pseudocamellia ingår i släktet Stewartia (skenkamelior) och familjen Theaceae. Utöver nominatformen finns också underarten S. p. koreana.

## Bildgalleri

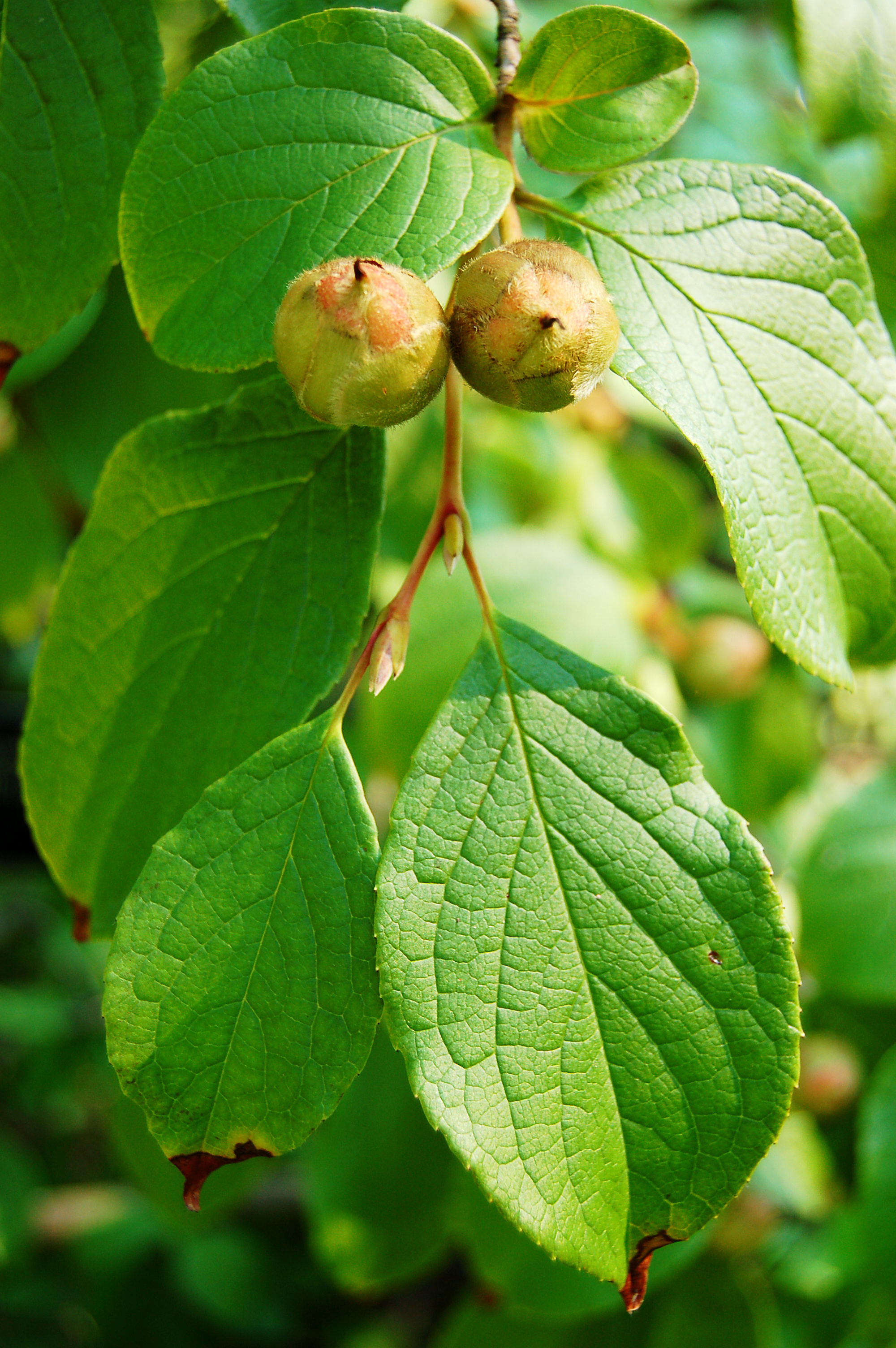
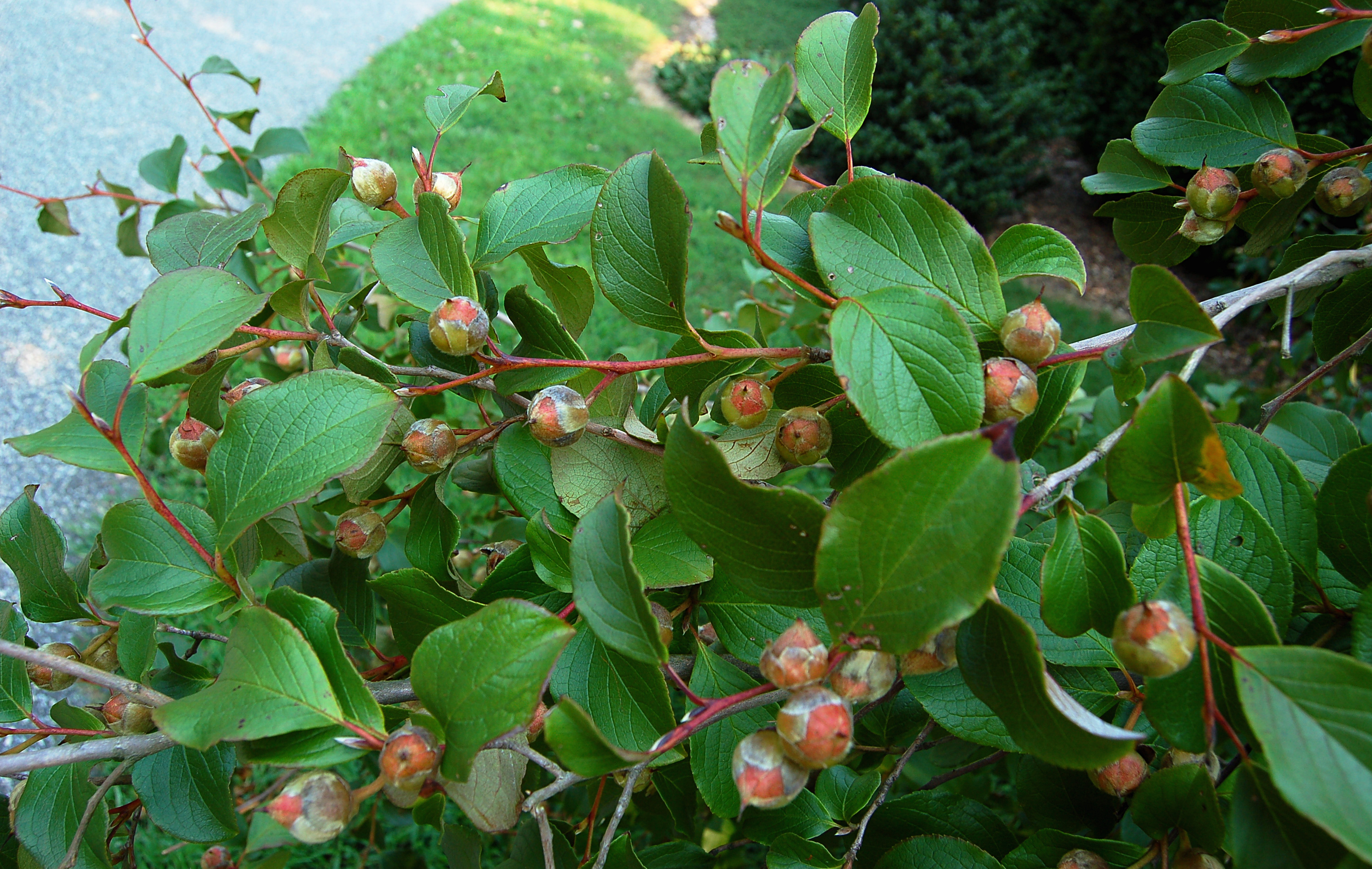
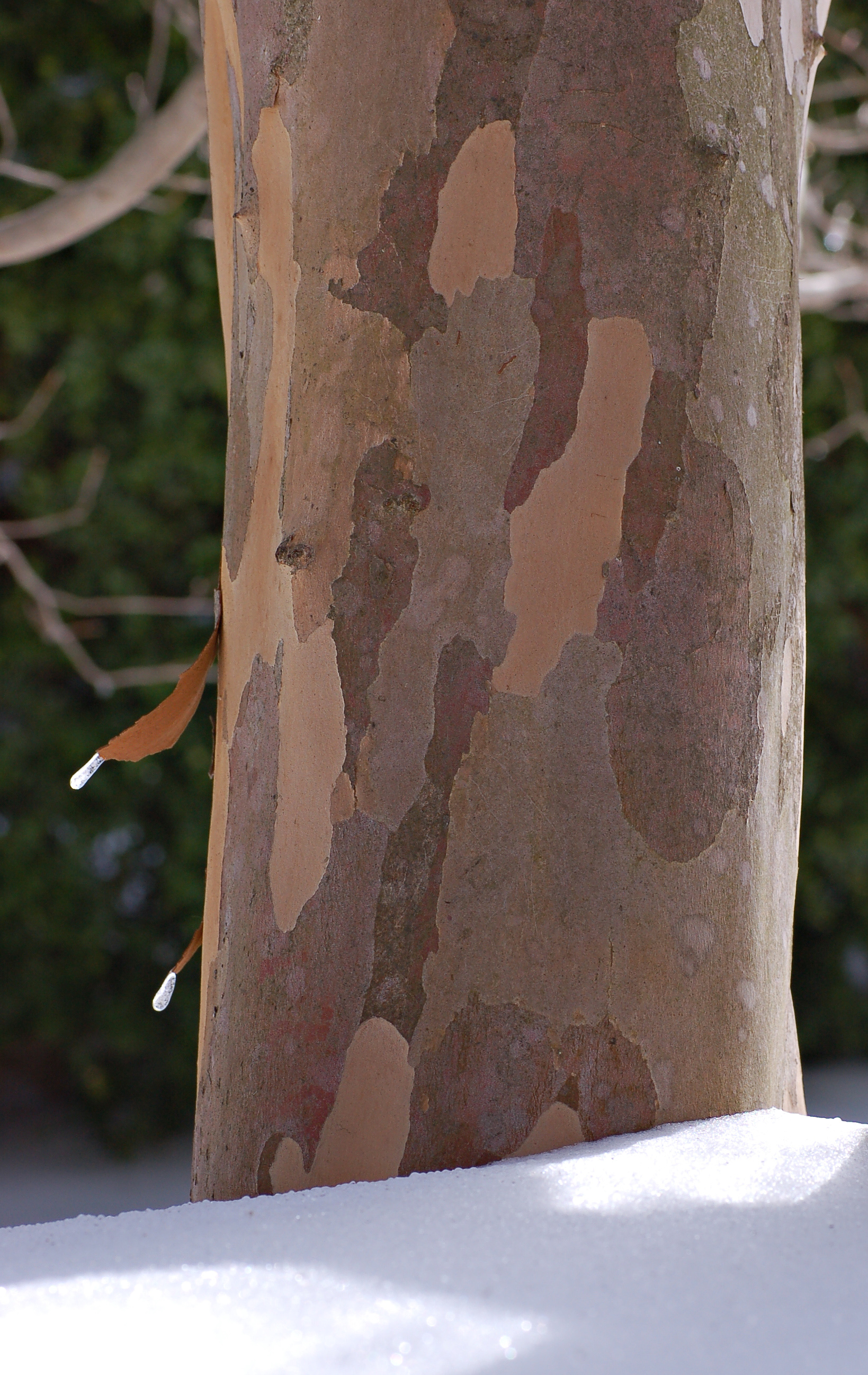
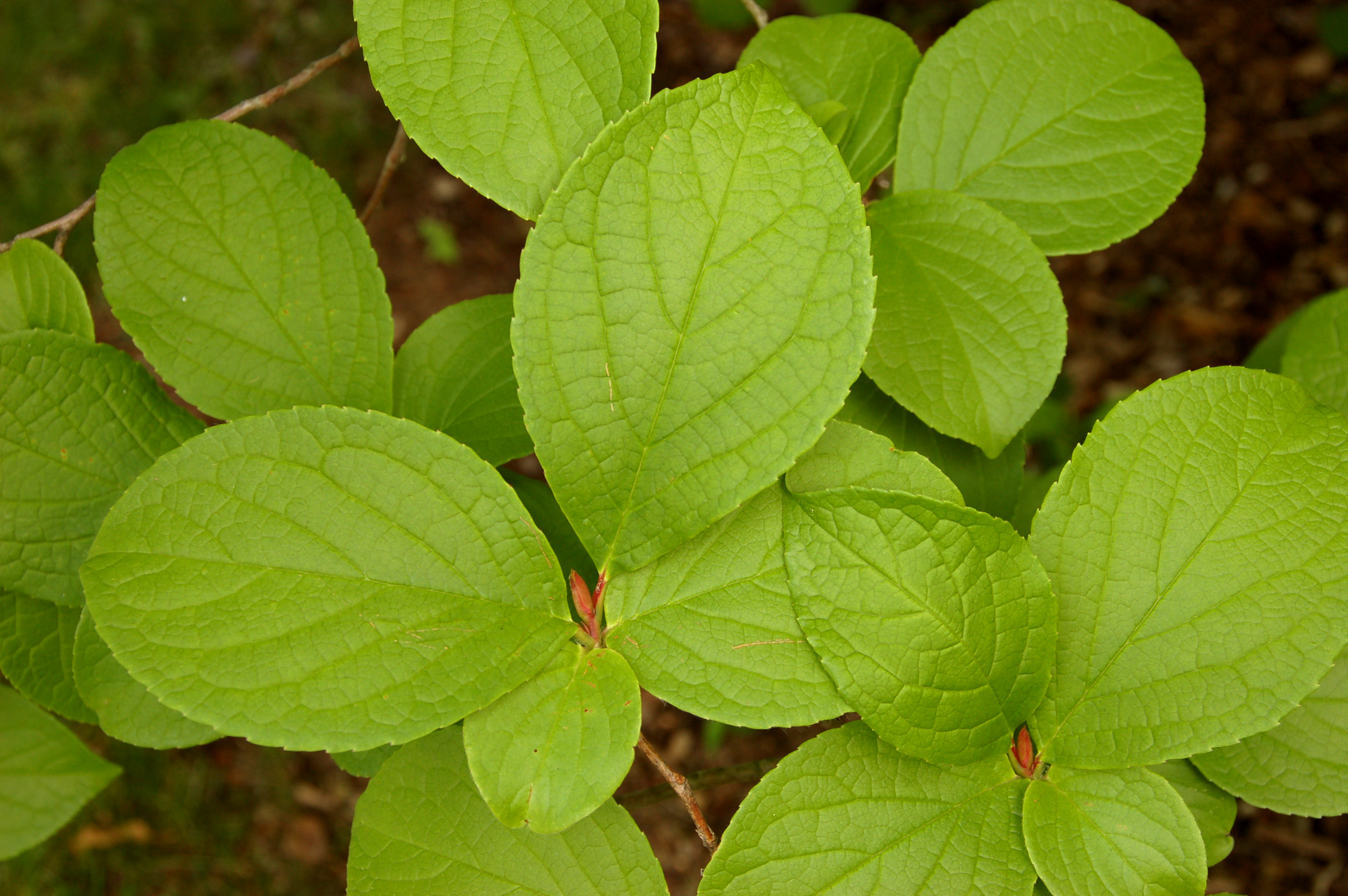
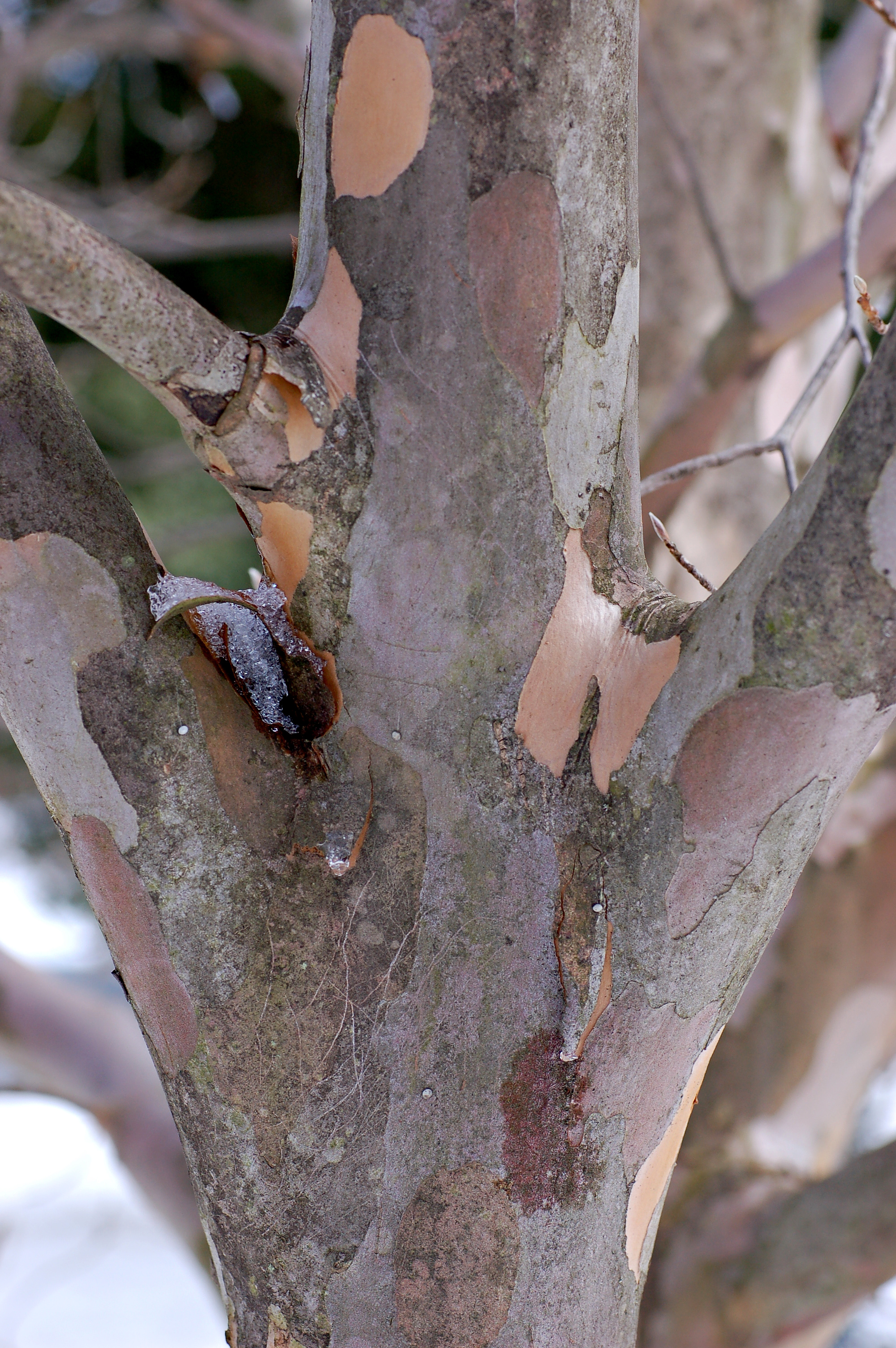
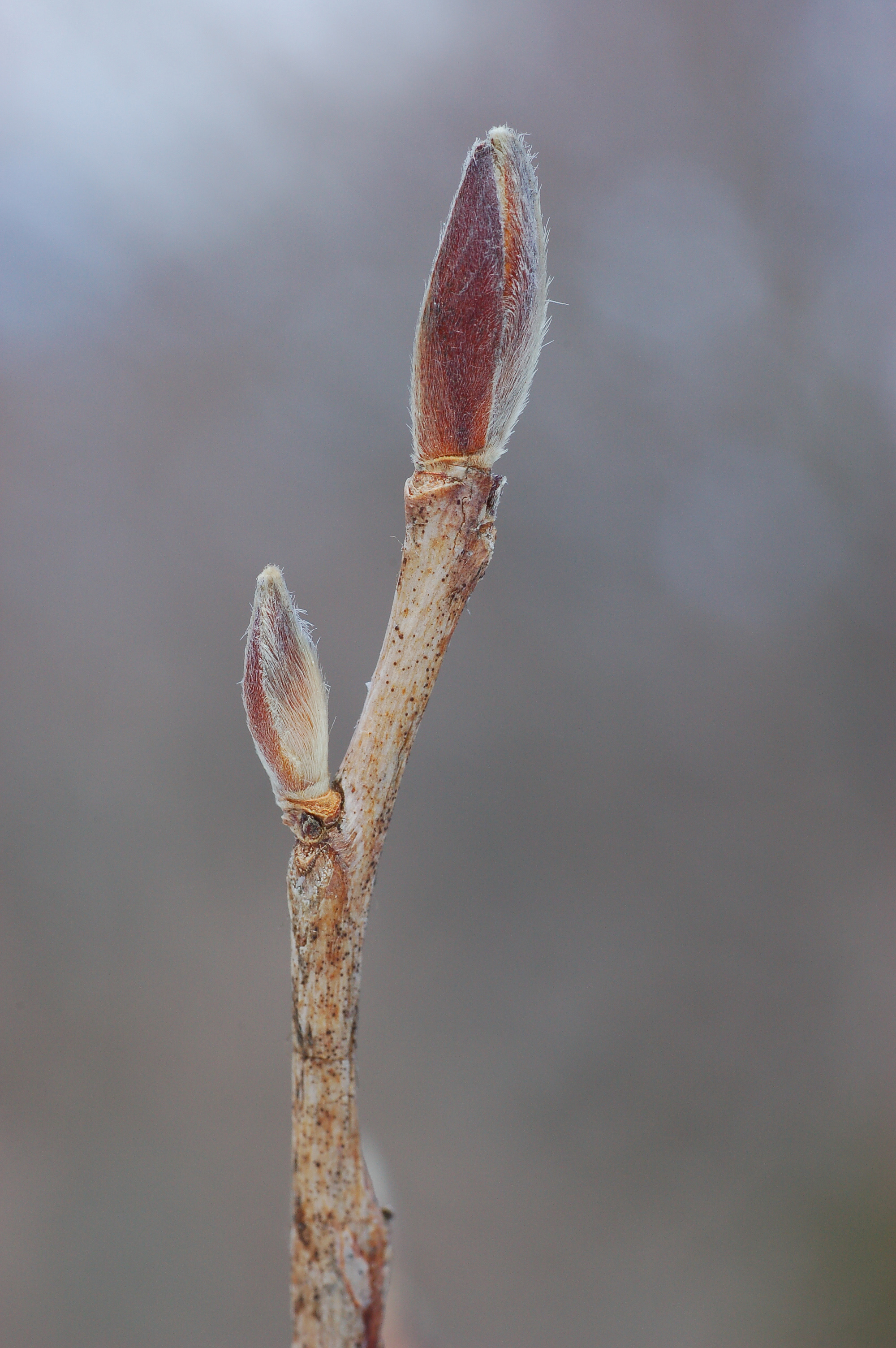